# Фредерик Сьоренсен
Фредерик Хилесборг Сьоренсен (Frederik Hillesborg Sørensen) е датски централен защитник, а понякога и десен бек, който е играч на италианския тим Ювентус. Роден е на 14 април, 1992 г.

## Клубна кариера

### Ранни години
През 2007 г. се присъединява към Льонгби, като сключва 6-годишен договор.

### Ювентус
През юли 2010 г. премива проби в Ювентус, като на 27 август преминава под наем в „Старата госпожа“. Първоначално е част от младежката формация на отбора, но поради контузии на Леандро Ринаудо и Зденек Григера е включен в представителния отбор за мач срещу Милан. Дебютира за Ювентус на 7 ноември 2010 г., в мач срещу Чезена, спечелен с 3 – 1, замествайки Джорджо Киелини и Никола Легроталие в центъра на защитата, партнирайки си с Леонардо Бонучи. В следващия мач, срещу Рома, замества Марко Мота като десен бек.

### Болоня
На 17 януари 2012 е даден на ФК Болоня като Ювентус си запазват 50% от правата му. През 2013 г. Ювентус и Болоня постигат договорка за още една година съвместна собственост на играча.

### Обратно в Ювентус
На 19 юни 2014 г. Сьоренсен се завръща в отбора от Торино.